# José Gregorio Hernández
José Gregorio Hernández (ur. 26 października 1864 w Isnotu, zm. 29 czerwca 1919 w Caracas) – wenezuelski lekarz, tercjarz franciszkański, błogosławiony Kościoła katolickiego.

## Życiorys
Urodził się w 1864 w Isnotu w Andach. Był pierwszym z siedmiorga dzieci Maríi Hernándeza Manzanedi i Josefy Antoniny Cisneros Mansilla. W wieku 13 lat udał się do Caracas, gdzie rozpoczął naukę w Colegio Villegas, jednej z najbardziej prestiżowych szkół w ówczesnej Wenezueli. Po jej ukończeniu rozpoczął studia medyczne, które zakończył w 1889. Następnie kontynuował studia w Paryżu. Po powrocie do Wenezueli zatrudnił się w szpitalu, gdzie leczył chorych nie wymagając od nich opłaty. Gdy w 1918 wybuchła pandemia grypy hiszpanki, rozpoczął leczenie zakażonych. Zmarł 29 czerwca 1919 w wyniku potrącenia go przez samochód. 
19 czerwca 2020 papież Franciszek zatwierdził dekret uznający cud za jego wstawiennictwem, co otworzyło drogę do jego beatyfikacji, która odbyła się 30 kwietnia 2021.
24 lutego 2025 papież Franciszek podpisał dekret uznający cud za wstawiennictwem błogosławionego José Gregorio Hernándeza, co otwiera drogę do jego kanonizacji. Data jego kanonizacji została ogłoszona na konsystorzu, który odbył się 13 czerwca 2025.

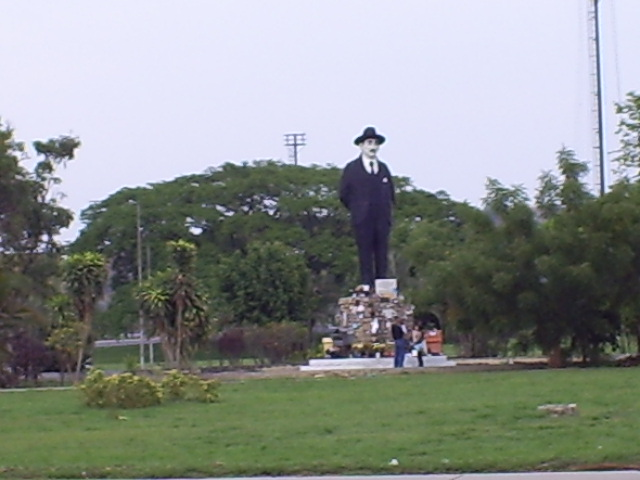
pomnik Jose Gregorio Hernandeza w Guacari